# Raduń (Wielowieś)
Raduń (deutsch Kolonie Radun, 1936–1945 Dreitannen) ist eine Ortschaft in Oberschlesien. Raduń liegt in der Gemeinde Wielowieś (Langendorf) im Powiat Gliwicki (Kreis Gleiwitz) in der polnischen Woiwodschaft Schlesien. Raduń bildet mit dem angrenzenden Ort Borowiany (Borowian) ein Schulzenamt.

## Geschichte
1865 befanden sich in der Kolonie Radun zwölf Koloniestellen und neun Häuslerstellen.
Bei der Volksabstimmung in Oberschlesien am 20. März 1921 stimmten 24 Wahlberechtigte für einen Verbleib bei Deutschland und 57 für Polen. Die Kolonie Radun verblieb beim Deutschen Reich. 1933 lebten im Ort 134 Einwohner. Am 12. Februar 1936 wurde der Ort in Dreitannen umbenannt. 1939 hatte der Ort 112 Einwohner. Bis 1945 befand sich der Ort im Landkreis Tost-Gleiwitz.
1945 kam der bisher deutsche Ort unter polnische Verwaltung und wurde in Raduń umbenannt und der Woiwodschaft Schlesien angeschlossen. 1950 kam der Ort zur Woiwodschaft Kattowitz. 1999 kam der Ort zur Woiwodschaft Schlesien und zum Powiat Gliwicki.